# Slawa Metreweli
Slawa Metreweli (gruz. სლავა კალისტრატეს ძე მეტრეველი, ros. Слава Калистратович Метревели, Sława Kalistratowicz Mietriewieli; ur. 30 maja 1936 w Soczi, zm. 7 stycznia 1998 w Tbilisi) – gruziński piłkarz, występujący jako napastnik, reprezentant Związku Radzieckiego, trener piłkarski.
Jego pierwszym klubem był Spartak Soczi. Później występował w Torpedzie Gorki, a od 1956 przez kilka sezonów reprezentował barwy Torpeda Moskwa, z którym w 1960 zdobył Mistrzostwo oraz Puchar ZSRR. Po odejściu z Torpeda powrócił do Gruzji, przez kilka lat był zawodnikiem Dinama Tbilisi, z którym w 1964 zdobył drugie w swojej karierze Mistrzostwo ZSRR. W reprezentacji Związku Radzieckiego występował od 1958 do 1970. Wystąpił w niej 48 razy, strzelając 11 bramek. Przyczynił się do zdobycia w 1960 Mistrzostwa Europy przez drużynę radziecką. Uczestniczył w mistrzostwach świata w 1962 i 1966. Po zakończeniu kariery piłkarskiej był dyrektorem restauracji w Tbilisi. W latach 1976–1977 pracował również jako trener w Dinamie Tbilisi. Po jego śmierci stadionowi w Soczi nadano jego imię.